# Kara Gözlüler
Els Kara Gözlü foren una tribu turca de Pèrsia (modern Iran), dependent inicialment de la tribu dels shamlu en el període safàvida. Van agafar el nom d'un dels seus beis, i es van establir a Hamadan (una branca al Fars). Van donar suport a Nadir Shah i després als zand, però al final del període zand van ajudar els qajar i van tenir un paper important en l'ascens d'aquesta dinastia al poder. Nombrosos membres de la tribu van tenir un paper destacat i foren grans homes d'estat, destacant Muhammad Hussein Khan (mort 1824/1825) que va ajudar a pujar al tron a Aga Muhammad Shah, i cinc dels seus fills que van estar entre el principals polítics i militars del temps de Fat·h-Alí Xah Qajar, Muhammad Xah Qajar i Nàssir-ad-Din Xah Qajar i dos d'ells es van casar amb princeses qajars. Al segle xix podien aixecar 7.000 guerrers. El 1930 es calcula que eren uns 300.000, totalment sedentaris.